# San Bernardo (stacja metra)
San Bernardo – stacja metra w Madrycie, na linii 2 i 4. Znajduje się w dzielnicy Chamberí, w Madrycie i zlokalizowana jest pomiędzy stacjami Quevedo, Noviciado (linia 2) oraz Bilbao i Argüelles. Została otwarta 27 grudnia 1925.